# Word 3 (Quedlinburg)

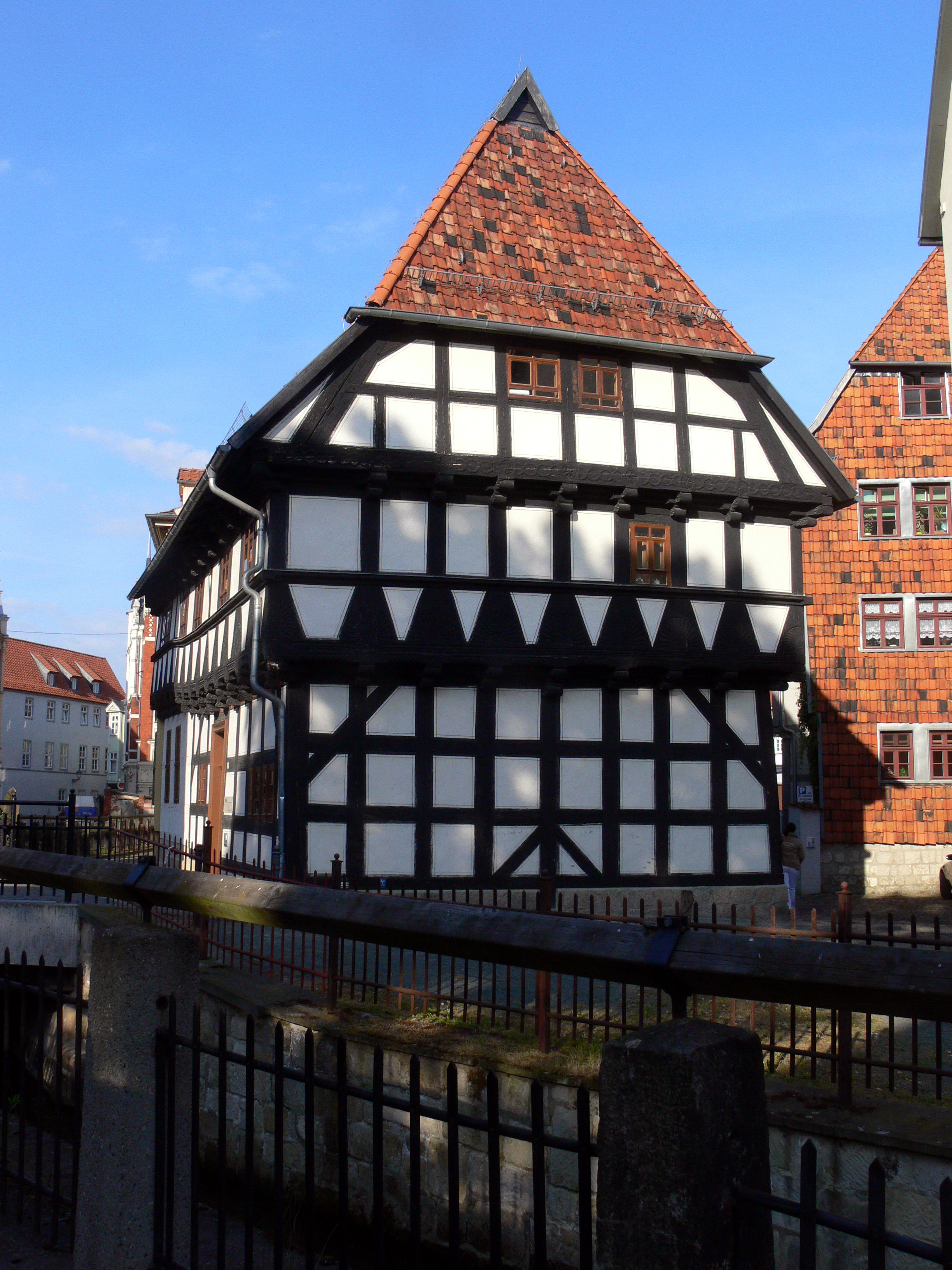
Word 3

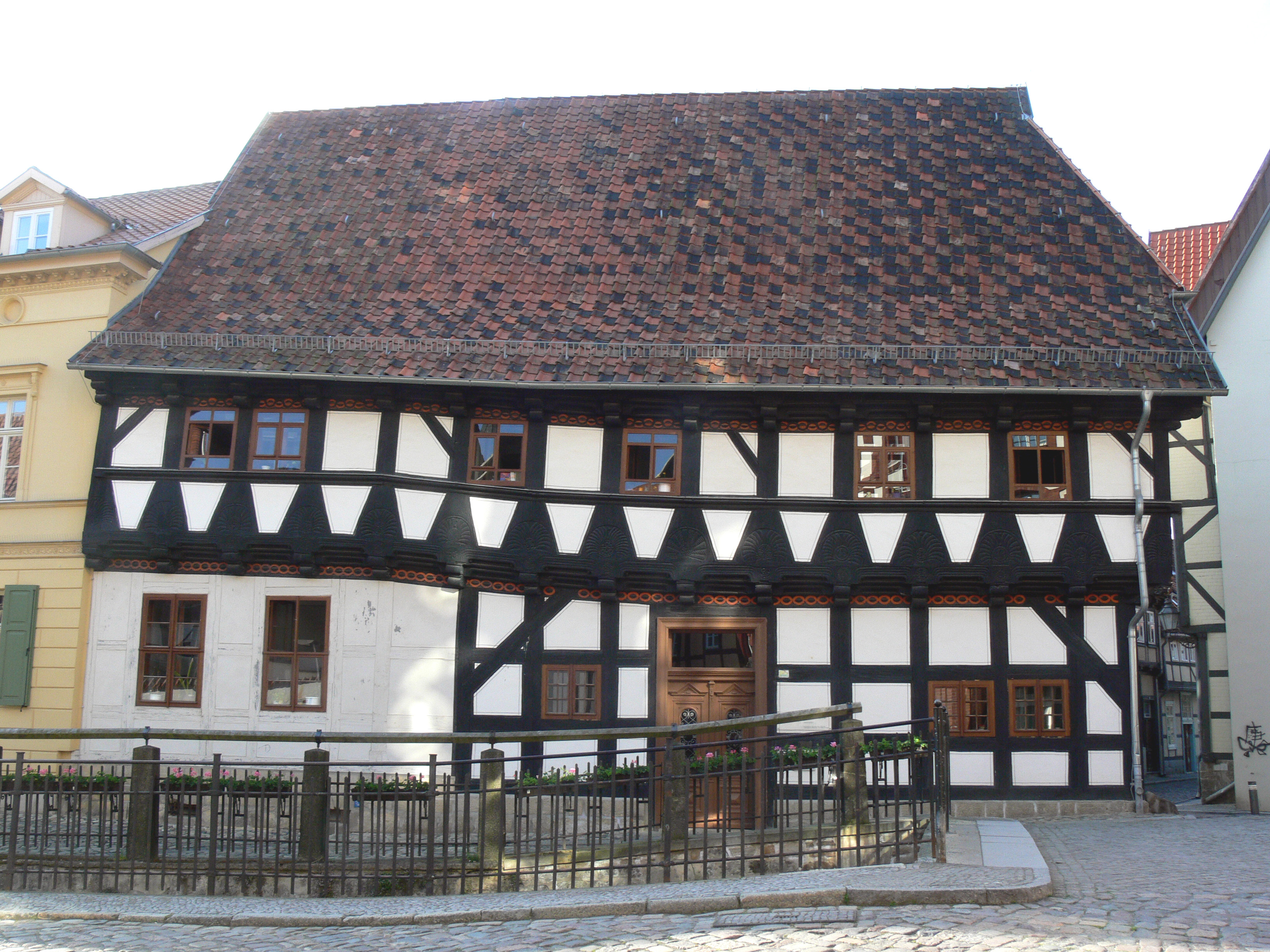
Nordseite

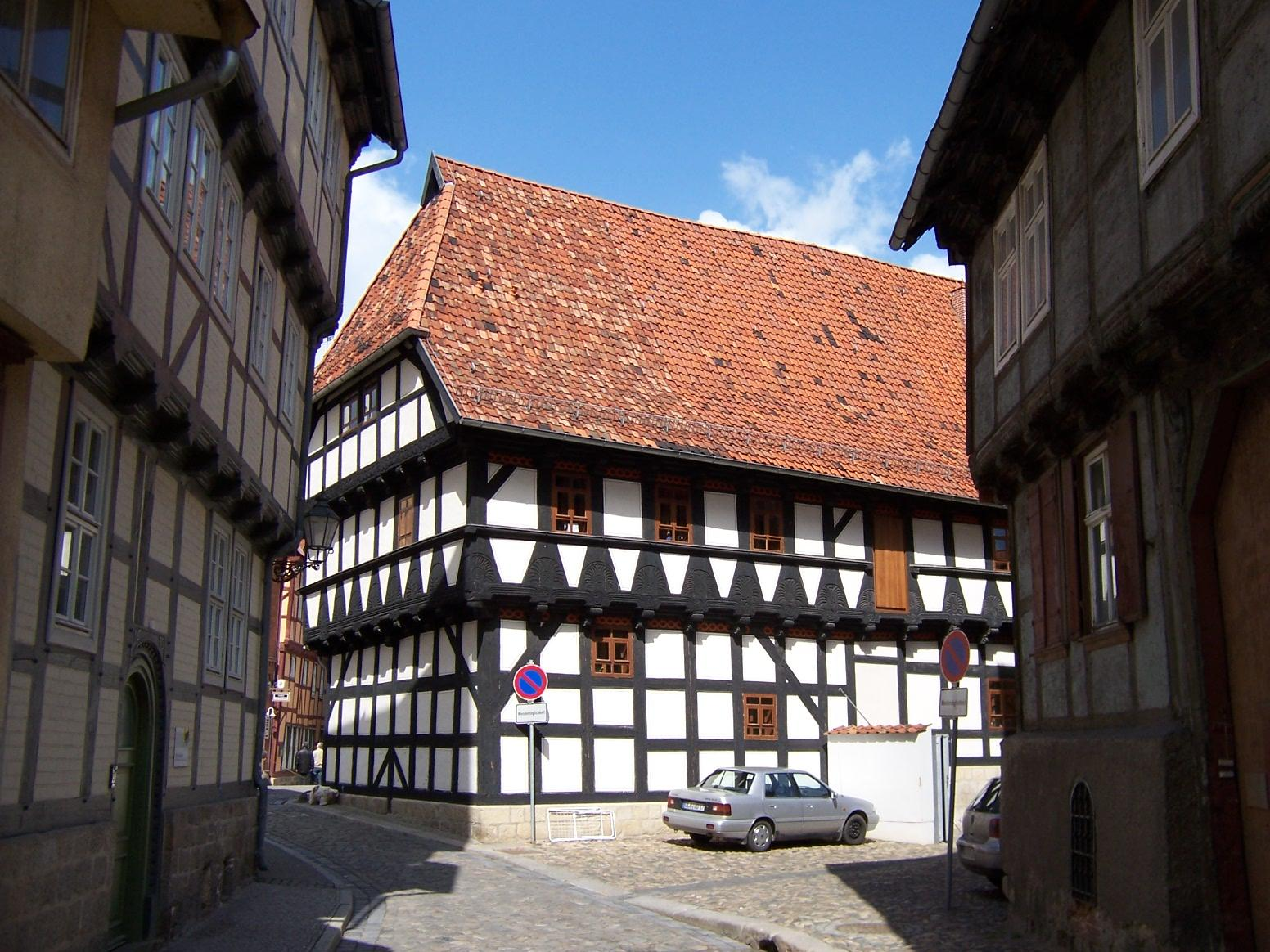
Südseite

Das Haus Word 3 ist ein denkmalgeschütztes Gebäude in der Stadt Quedlinburg in Sachsen-Anhalt.

## Lage
Es befindet sich südwestlich des Marktplatzes der Stadt in städtebaulich bedeutender Lage und gehört zum UNESCO-Weltkulturerbe. Östlich befindet sich das gleichfalls denkmalgeschützte Haus Word 1, 2. Unmittelbar nördlich an der Traufseite des Gebäudes entlang verläuft der Mühlengraben. Im Haus befindet sich der örtliche Sitz der BauBeCon GmbH, die in Quedlinburg als Sanierungsträger tätig ist.

## Architektur und Geschichte
Das zweigeschossige Fachwerkhaus entstand in der Zeit um 1560. Im Quedlinburger Denkmalverzeichnis ist das Anwesen als Kaufmannshof eingetragen. Auffallend ist das steile Krüppelwalmdach des Gebäudes. Das Ober- und das Dachgeschoss des Hauses kragen vor. Die Hausfassade des alten Kaufmannshofes ist zu drei Seiten reich mit Fachwerkverzierungen im niedersächsischen Stil versehen. So finden sich Wellenband, Fächerrosette und Schiffskehlen mit Taustab. An den vorkragenden Deckenbalkenköpfen befinden sich Walzenmotive, darunter sind Knaggen gesetzt.
Während an der westlichen Giebelseite das aus der Bauzeit stammende Fachwerk noch weit überwiegend original ist, wurde das Untergeschoss an der Nordseite im 19. Jahrhundert mehrfach umgebaut. So erhielt es größere Fensteröffnungen. Wohl in dieser Zeit wurde auch die zweiflügelige Tür mitsamt Oberlicht eingefügt. Im Erdgeschoss befand sich im 16. Jahrhundert eine geräumige Diele an die große Räume grenzten, die vermutlich für wirtschaftlichen Aufgaben vorgesehen waren. In das obere Stockwerk führt eine zweiläufige Treppe, deren Geländer aus dem 19. Jahrhundert stammt. Für den oberen Teil des Geländers wird eine Entstehung bereits für die Zeit des Barock vermutet. In der Bauzeit gingen oben vier Wohnräume ab. Ein repräsentativ ausgestatteter Wohnraum ist dort erhalten. Die Decken sind mit Malereien in Grisailletechnik verziert, die in ihrer ältesten Schicht aus der zweiten Hälfte des 16. Jahrhunderts stammen. In der Mitte kleiner und größerer Kassettenfelder befinden sich Abbildungen von Aldegravenranken, Blüten und Früchten. Die Malereien werden von wohl jüngeren Malereien mit Rautenkreuzen  und Akanthusblüten geschnitten.
Bemerkenswert ist ein bei einer Sanierung in diesem Bereich aufgefundener Türsturz mit Eselsrückenprofil. Ein ähnliches Profil gibt es in Quedlinburg im Schuhmachergildehaus.
Ursprünglich waren die Gefache mit Lehmflechtwerk ausgefüllt und trugen einen Kalkputz. Bauzeitlich hatte man das Fachwerkholz mit Leinöl gestrichen. Später, in der Zeit des Barock, wurden die Balken schwarz bemalt. Das Wellenband war rot gefasst. Im 19. Jahrhundert hatte das Haus eine rosenholzfarbene Farbgebung. Der Dekorationsmaler Fritz Leweke gab 1910 der Fassade einen farbenfrohen neuen Anstrich. In diesem Zeitraum wurde das Gebäude als Wohnhaus genutzt. 1909 befanden sich im Erdgeschoss mehrere vom Flur abgehende Stuben, zwei Küchen und im Anbau auf der Südseite eine Waschküche.
An der Ostseite befindet sich ein verputzter massiver Anbau im Stil des Klassizismus. Auf dem Hof steht ein nach einer Bauinschrift im Jahr 1684 in Fachwerkbauweise errichtetes Wohn- und Speichergebäude. Der Dachstuhl ist noch aus der Bauzeit erhalten. Auch die Raumaufteilung im Inneren ist noch weitgehend original. Das Gebäude verfügt über einen Keller mit Tonnengewölbe.
Bis 1935 befand sich in dem Haus ein „Fabrikations- und Handelsgeschäft“, das sich im Besitz der Firma Försterling & Hellmund befand. Eigentümer der Firma war der Kaufmann Albert Fischer.
Er handelte mit giftfreien Farben und chemischen Präparaten. Insbesondere mit dem gesetzlich geschützten Kuchengewürz „Nektarin“. Die Firma einerseits und das Wohnhaus Word 3, mit unvermessenem Hofraum, wurden vom Sohn des am 6. Juli 1935 verstorbenen Albert Fischer, Dr. Erich Fischer verkauft.